# Joias da Coroa de Württemberg

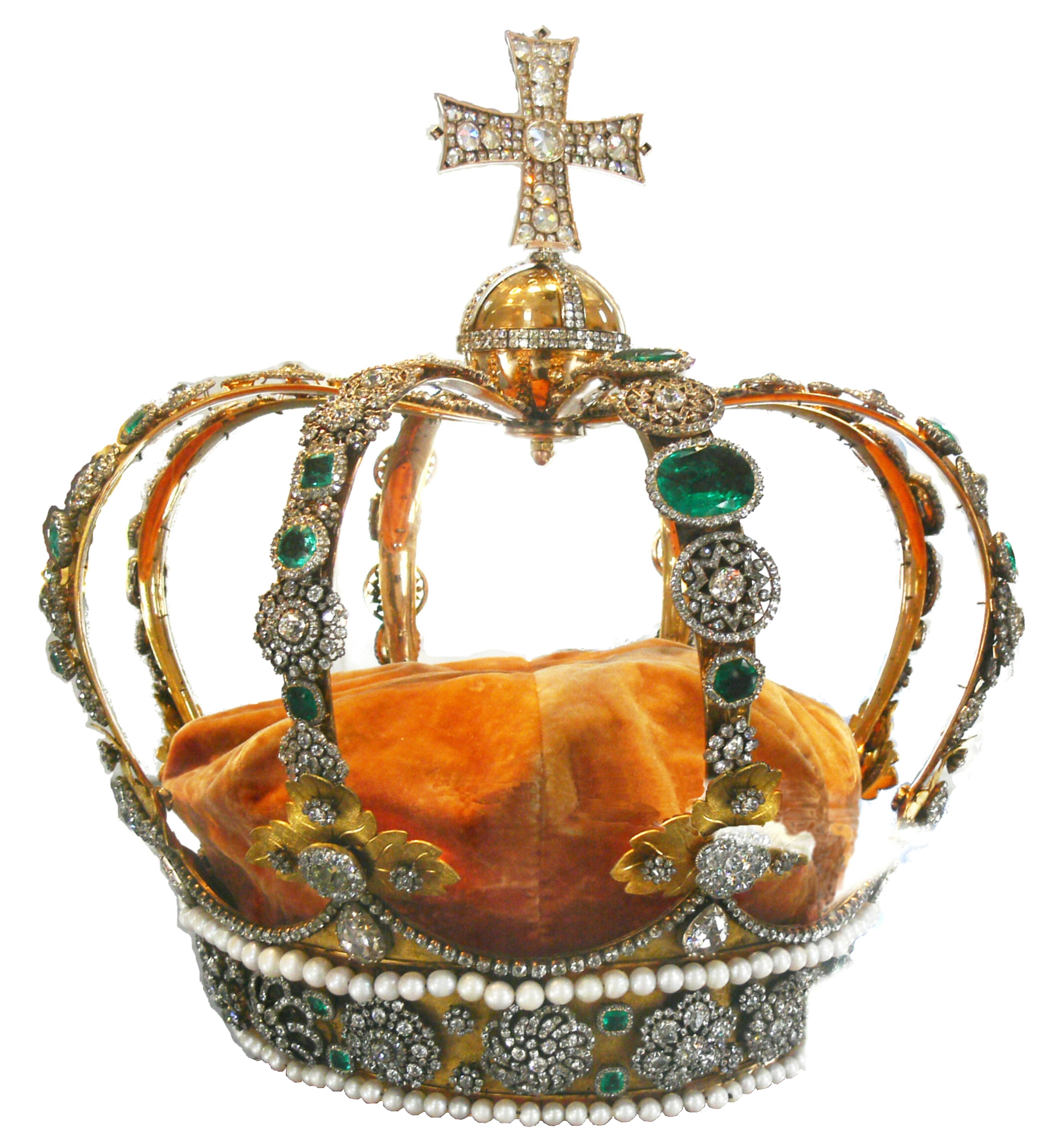
A Coroa Real de Württemberg

As Joias da Coroa do Reino de Württemberg (em alemão:Kronjuwelen des Königreichs Württemberg) foram feitas para o uso dos Reis e Rainhas do recém-formado Reino de Württemberg, em 1806.

## História
As jóias da Coroa originais foram feitas em 1806 sob encomenda de Frederico I para comemorar a elevação de Württemberg ao estatuto de Reino. 
A aparência atual da Coroa é devido ao joalheiro August Heinrich Kuhn (1749-1827), que foi encomendado pelo Rei Guilherme I. Na Guerra Austro-Prussiana em 1866 a Coroa e as Joias da Coroa foram, devido questões de segurança, enviadas para a custódia de St. Gallen e durante a Guerra franco-prussiana de 1870 para Ulm. 
Em 1897, a Coroa foi completamente restaurada pelo joalheiro Eduard Föhr(1835-1904). No final da I Guerra Mundial , as Joias da Coroa foram para a Suíça. Em abril de 1945, as tropas francesas apreenderam as Joias da Coroa em um cofre de um banco em Biberach um der Riß. Em 9 de março de 1948, o governador militar francês, Guillaume Widmer, enviou-as para o Landtag (parlamento) de Württemberg-Hohenzollern. A Coroa e as Joias da Coroa estão desde 1971 no Museu do Estado de Württemberg.

## Descrição
Entre as peças mais conhecidas das Joias da Coroa estão:
- A Coroa de Württemberg:  A Coroa de Württemberg consiste em ouro, diamantes, pérolas e esmeraldas. Muitos dos diamantes foram doados pelo colecionador de joias o Duque Carl Alexander. A coroa se tornou um símbolo do Estado que foi usada apenas nas comemorações oficiais.[1] No entanto, ela foi utilizada mais tarde em cerimônias e procissões como casamentos, funerais ou celebração do ano novo.
- O Diadema de diamantes criado em 1820 para a Rainha Paulina de Württemberg. Muito dos diamantes foram transferidos de Coroa de Württemberg do Rei Guilherme I, marido de Paulina.
- Utensílios de mesa de ouro, um serviço completo para grandes recepções na corte que doou para o Rei de Württemberg, em 1816 , a Grã-duquesa (mais tarde Rainha)Catarina da Rússia, filha do Czar Paulo I da Rússia.

## Atualidade
Depois de 1918, a Família Real e o Estado de Württemberg dividiram as Joias da Coroa. Hoje, alguns ítens da coleção, incluindo a Coroa e Diadema, podem ser visto no Museu do Estado de Württemberg (Landesmuseum Württemberg).